# Grotta di Bergeggi
La grotta di Bergeggi, anticamente nota anche come "grotta di Vado" - centro abitato che dava un tempo il nome anche all'isola di fronte al borgo di Bergeggi - si trova nella Riserva naturale regionale di Bergeggi nel territorio dell'omonimo comune della provincia di Savona.

## Caratteristiche
La grotta è formata da due ampie cavità scavate dalla forza del mare. La prima di queste (lunga circa 30 m di lunghezza e larga 25 m, con un'altezza di 15 m) comunica con una seconda cavità, contenente numerose stalattiti e stalagmiti, lunga circa 200 metri ed al cui interno si trova un piccolo lago.

## Nella letteratura e nei media
La grotta, conosciuta sino dall'antichità, è descritta in una poesia di Clemente Bondi intitolata "La grotta di Vado, a sua Eccellenza la Signora Angela Serra Durazzo".

In una nota alla poesia si trova una descrizione della grotta: 